# Nośność rzeki
Nośność rzeki, zdolność transportowa rzeki – wielkość obciążenia rzeki tj. materiału przemieszczanego przez profil w jednostce czasu w czasie najwyższych stanów wód.